# Оккупация Японии
Оккупа́ция Япо́нии сою́зными войска́ми (яп. 連合国軍占領下の日本 Рэнго:кокугун сэнрё:ка но Нихон) 
(англ. Japan under Allied Occupation) проходила с 1945 по 1952 год после капитуляции страны во Второй мировой войне. В течение этого периода Япония не обладала государственным суверенитетом, правительство и император подчинялись Верховному Командующему Союзными войсками. Важнейшей задачей оккупационных войск было проведение демилитаризации Японии. В течение этого периода был проведен Токийский процесс, принята новая Конституция страны и начато восстановление японской экономики. Оккупация закончилась после вступления в силу Сан-Францисского мирного договора.

## Организация и контроль над оккупированной Японией
На случай продолжения сопротивления Японии после занятия её колоний и локальных ударных операций (включая атомные бомбардировки), что потребовало бы кровопролитных боёв и было не под силу одним США, в США был разработан общий план раздела Японии с разделением страны на зоны ведения боевых действий и оккупации, а у СССР имелся оперативный план советской оккупации, начиная с высадки на Хоккайдо двух стрелковых дивизий, которая должна была последовать за Маньчжурской и Южно-Сахалинской сухопутными, Курильской и тремя корейскими тактическими десантными операциями Советско-японской войны согласно приказу, отданному главнокомандующим советскими войсками на Дальнем Востоке маршалом Василевским, но отложенному до новых указаний Ставки. В связи с Актом капитуляции Японии реализация планов не потребовалась, оккупация Японии западными войсками состоялась без кровопролития.
Оккупационная политика союзных держав в отношении Японии определялась прежде всего Потсдамской декларацией. Но основой конкретной политики в отношении Японии явился документ, подготовленный государственным департаментом США с участием военного и морского министерств и опубликованный 23 сентября 1945 года под названием «Основные принципы политики США в отношении Японии в начальный период оккупации». Предусматривалось, что главнокомандующий «будет осуществлять свою власть через посредство японской правительственной машины и агентства, включая императора…» За японским народом признавалось «право свободы перемены правления Японии», при условии, что подобная перемена не будет противоречить безопасности американской армии и целям оккупационной политики. В документе также говорилось о демилитаризации Японии, ликвидации идеологии милитаризма и агрессии и обеспечении развития мировой экономики.
На совещании министров иностранных дел Советского Союза, США и Великобритании, которое состоялось в Москве в декабре 1945 года, было принято решение учредить Дальневосточную комиссию (ДВК) (с постоянным пребыванием в Вашингтоне) и Союзный совет (с местонахождением в Токио) для Японии, которые начали действовать с 1946 года. Дальневосточная комиссия должна была вырабатывать основы оккупационной политики союзных держав в отношении Японии, а Союзный совет консультировать главнокомандующего оккупационных войск. В дальнейшем, по мере изменения международной обстановки, в частности с обострением отношений между США и Советским Союзом, роль и значение этих международных органов резко ослабли.
Для осуществления военной оккупации самой Японии на её территорию были введены сухопутные, военно-морские и военно-воздушные силы под общим командованием генерала Макартура. Но управление Японией не носило чисто военного характера, господство союзников над Японией осуществлялось косвенно: через японские правительственные органы. На местах, во всех префектурах и городах, 8-й армией США были созданы соответствующие отделы, которые и осуществляли руководство и контроль за деятельностью японских органов власти. Эти органы существовали весь период оккупации, но численность личного состава в них по мере выполнения задач оккупации, начиная с 1949 года, постепенно сокращалась.

## Оккупационная политика

### Политика демократизации
- Директива о ликвидации ограничений политических и религиозных свобод и прочих гражданских прав (4 октября 1945 года)[2].
- Разрешение деятельности запрещённых в годы войны профсоюзов (1946 год).
- Разрешение деятельности оппозиционных политических партий, включая КПЯ и СПЯ.
- Предоставление избирательного права женщинам.

В декабре 1945 года на основе директивы оккупационных властей синтоистская религия была отделена от государства, а в новогоднем обращении к народу в 1946 году император публично отрёкся от своего «божественного происхождения» (см. Нингэн-сэнгэн).

### Экономическая политика
- Ликвидация дзайбацу (крупные монополистические концерны).
- Аграрная реформа 1946—1949 годов, в результате которой помещичье землевладение было практически уничтожено, а из арендаторов крестьяне стали собственниками земли. Группу разработчиков реформы возглавил американский экономист Вольф Ладежинский. В процессе реформы у крупных землевладельцев были принудительно выкуплены около 5 800 000 акров (около 2 млн 300 тыс. га) земли, что составляло около 38 % сельскохозяйственной земли страны. Выкупленные земли были проданы на условиях длительной рассрочки крестьянам, до того момента арендовавшим эту землю у помещиков. Инфляция быстро обнулила долги крестьян по выкупу и к 1950 году бывшие арендаторы превратились в три миллиона фермеров-собственников. Такой итог реформы положил конец власти крупных землевладельцев и в значительной степени ликвидировал социальную базу для левых настроений в японской деревне.
- «Линия Д. Доджа» (1949—1950) — линия стабилизации японской экономики, разработанная американским финансистом Д. Доджем[англ.]. Важной частью «линии Доджа» была осуществленная в 1949 году реформа налоговой системы Японии, проект которой был разработан группой американских экспертов во главе с Шоупом. Суть реформы состояла в увеличении налогов в целях преодоления инфляции и стабилизации экономики. Центральное место в ней занимали прямые налоги, в основу которых был положен принцип прогрессивного подоходного налога. Главным итогом финансовой реформы Доджа стало то, что был сверстан и принят к исполнению бездефицитный государственный бюджет, при котором доходы не просто покрывали расходы, но и значительно превышали их. Эта финансовая реформа также оказала благотворное влияние на состояние внешней торговли Японии: стабилизировала иену и позволила выйти государству из затянувшегося финансового кризиса.

В 1945 году оккупационными властями начат выпуск в обращение оккупационных иен, находившихся в обращении параллельно с японской иеной. В 1948 году оккупационная иена была изъята из обращения, за исключением Окинавы, где она была объявлена единственным законным платёжным средством, полностью заменив в обращении японскую иену.

## Культура оккупированной Японии. Цензура
В первые годы оккупации американским командованием был издан ряд законов и директив, были декларированы основные права и свободы, выпущены из тюрем политические и культурные деятели, распущены профашистские объединения (в том числе Японское литературное общество и Ассоциация писателей Великой Восточной Азии), упразднена цензура в кинематографе и театральном искусстве. Вместе с тем масштаб преобразований был урезан рядом специальных указаний, запрещавших, в частности, упоминание жестокостей американских военнослужащих.
Изданные в первый послевоенный месяц распоряжения открыли американской администрации путь к вестернизации японской культуры и образа жизни. При штабе оккупационных войск было создано Управление гражданской информации и просвещения, в функции которого вошло руководство различными областями культуры, контроль за исполнением распоряжений штаба в этой области и на первое время пресечение проявлений идеологии японского милитаризма. Отдел гражданской цензуры (Минкан дзёхокёку) занимался цензурой всех форм информации — книг, фильмов, радиопередач, корреспонденции и т. д. В сентябре 1945 года был издан «Кодекс прессы» («Прэсу кодо») — директива, запрещавшая публикацию критики оккупационной администрации и любых материалов, способных повредить американской политике.
Одной из мер по демократизации японского общества стали и регламентации в области религии. Согласно директиве от 15 декабря 1945 года все синтоистские учреждения (храмы, училища и т. д.) были отделены от государства, а Бюро по храмам при министерстве внутренних дел и учреждения, занимавшиеся подготовкой священников и исследованием этой религии, были распущены. Распространение идей синтоизма в учебных заведениях попадало под запрет, а синтоистские алтари были убраны из всех школ. Вместе с тем увеличивалось влияние христианства: под эгидой американских властей в Японии активизировали свою деятельность миссионеры. Католики и представители других конфессий создали в стране большую сеть школ, семинарий и университетов.
Оживление культурной жизни, начавшееся с окончанием Второй мировой войны, коснулось и живописи. В то время как в годы войны в соответствии с политикой «японского духа» насаждалось направление традиционной японской живописи нихонга, и опиравшиеся на европейские традиции художники были вынуждены практически прекратить деятельность, после войны появилось сразу несколько организаций работавших в жанре европейской масляной живописи — «Докурицу бидзюцу кёкай» («Ассоциация независимого искусства»), «Иссуй кай» и др.
«Обратный курс» в политике США в области культуры выразился в незаконных преследованиях деятелей культуры, стремлении ускорить процесс американизации японского общества и общем усилении контроля над культурной жизнью. С июня 1949 года по февраль 1950 года прошла первая волна «чистки красных»: репрессии, направленные против работников просвещения, встречали сопротивление со стороны учащихся и их родителей; бывали случаи, когда целые школьные классы, протестуя против увольнения учителя, уходили в горы, отказываясь вернуться. В то же время, как реакция на американизацию культуры и политику «обратного курса» в Японии повысился интерес к культурному наследию страны: классической литературе, традиционному театру, бытовой культуре (чайной церемонии, искусству икебана). Например, большой резонанс получил выход в 1952 году полного перевода на современный японский язык классического романа Мурасаки Сикибу «Гэндзи-моногатари», выполненного Дзюнъитиро Танидзаки.

### Театр
В годы Второй мировой войны тех актёров, что не были мобилизованы в армию, заставляли участвовать в представлениях для солдат. По распоряжению Отдела информации был создан Японский союз передвижных театров, коллективы которых разъехались по Японии и демонстрировали программы, призванные мобилизовать население. В результате бомбардировок была уничтожена значительная часть театральных помещений, а немногие из уцелевших зданий были преобразованы оккупационными властями в кинотеатры и клубы для военных.
В сентябре 1945 года Управлением гражданской информацией и просвещения была издана директива «О направлении творческой деятельности в кино и театре», в которой определялось каким принципам следовало придерживаться деятелям этих искусств. Традиционный театр Японии — кабуки, но, нингё-дзёрури — был объявлен антидемократическим. По свидетельству американского театроведа Эрла Эрнста, назначенного сразу после войны экспертом по театру при Штабе оккупационных войск, работниками театральной секции Управления «был просмотрен весь репертуар японских театров, особенно традиционный театр дзёрури и кабуки», и после консультации с японскими учёными «секция пришла к заключению, что большинство наиболее популярных пьес традиционного театра основано на феодальной идеологии и не подходит для народа, который намерен навсегда отказаться от войны и встать на путь демократии». Допущенные к постановке пьесы были включены в особый список. Театрам было предписано ежегодно обновлять репертуар минимум на одну треть, причём английский перевод новых пьес было необходимо предоставлять в Отдел гражданской цензуры при Управлении за неделю до предполагаемой премьеры.
Такое отношение к театру вызывало у общественности недовольство, и в газетах стали появляться заметки, авторы которых выражали сомнения, что традиционный театр сможет выжить в таких условиях. Тем не менее, на сцену стали возвращаться артисты, находившиеся в эвакуации, работавшие в бригадах Японского союза передвижных театров и репрессированные во время войны. Развитию театра в первое время мешали высокие налоги и отсутствие материальной базы. В наиболее трудном положении находился театр но. В августе, незадолго до конца войны, была создана ассоциация актёров и музыкантов но «Ногаку кёкай», которую, объединившую около тысячи человек, возглавил Кита Минору. Целью организации стало спасение но от деградации и уничтожения. Ассоциация занималась снабжением трупп реквизитом и вела переговоры с оккупационными властями о намечавшихся постановках; создавались частные и общественные школы для обучения актёров и музыкантов — «Ногакудзюку» и «Ногаку ёсэйкай», издавался журнал «Но» (с 1946 по 1953 год).
Первым послевоенным представлением стал показанный в театре «Дзэнсиндза» в сентябре 1945 года спектакль «Сукэроку» Дзихэя Цуути, один из самых популярных классического репертуара кабуки. В декабре усилиями трёх трупп театра сингэки «Бунгакудза», «Хайюдза» и «Токё гэйдзюцу гэкидзё» был поставлен «Вишнёвый сад» А. П. Чехова, что ознаменовало возвращение на японскую сцену и русской драматургии. В 1946 году вернулся к театральной деятельности репрессированный Томоёси Мураяма; в организованную им труппу сингэки «Синкё гэкидан» вошли 40 актёров, придерживающихся наиболее левых взглядов. Подвергался критическому переосмыслению классический репертуар кабуки; в октябре 1946 года под руководством Мураямы в театре «Дзэсиндза» была поставлена антифашистская пьеса американской писательницы-драматурга Лилиан Хеллман «Стража на Рейне».

### Литература

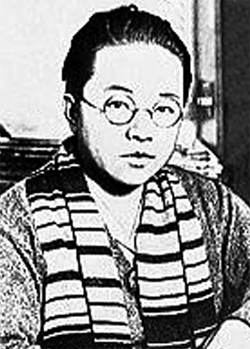
Писательница Юрико Миямото

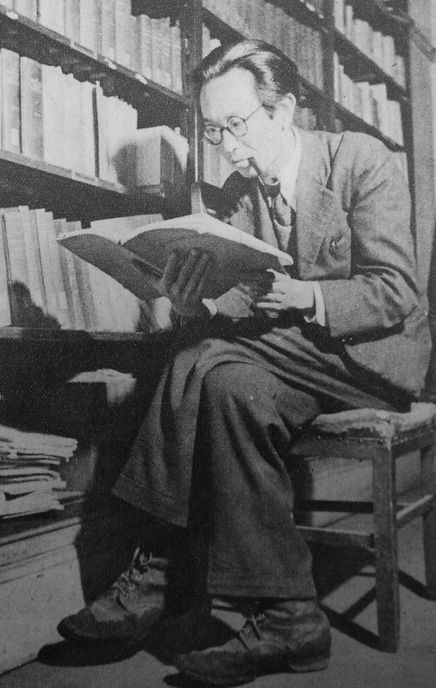
Писатель Синъитиро Накамура

### Кинематограф
Значительное внимание Управление гражданской информации и просвещения уделяло восстановлению японского кинопроизводства. В октябре 1945 года была издана директива, определявшая принципы, которыми следовало руководствоваться участникам съёмочного процесса: отказ от идеи японского милитаризма, стимулирование либерального движения и создание условий, при которых исключается новая угроза миру со стороны Японии. Для осуществления этого распоряжения в декабре 1945 года была создана Федерация кинопродюсеров (Эйга сэйсакуся рэнгокай). Ещё раньше, в ноябре, был определён список из 277 старых фильмов, которые было запрещено демонстрировать из-за их направленных на пропаганду националистских и милитаристских идей.

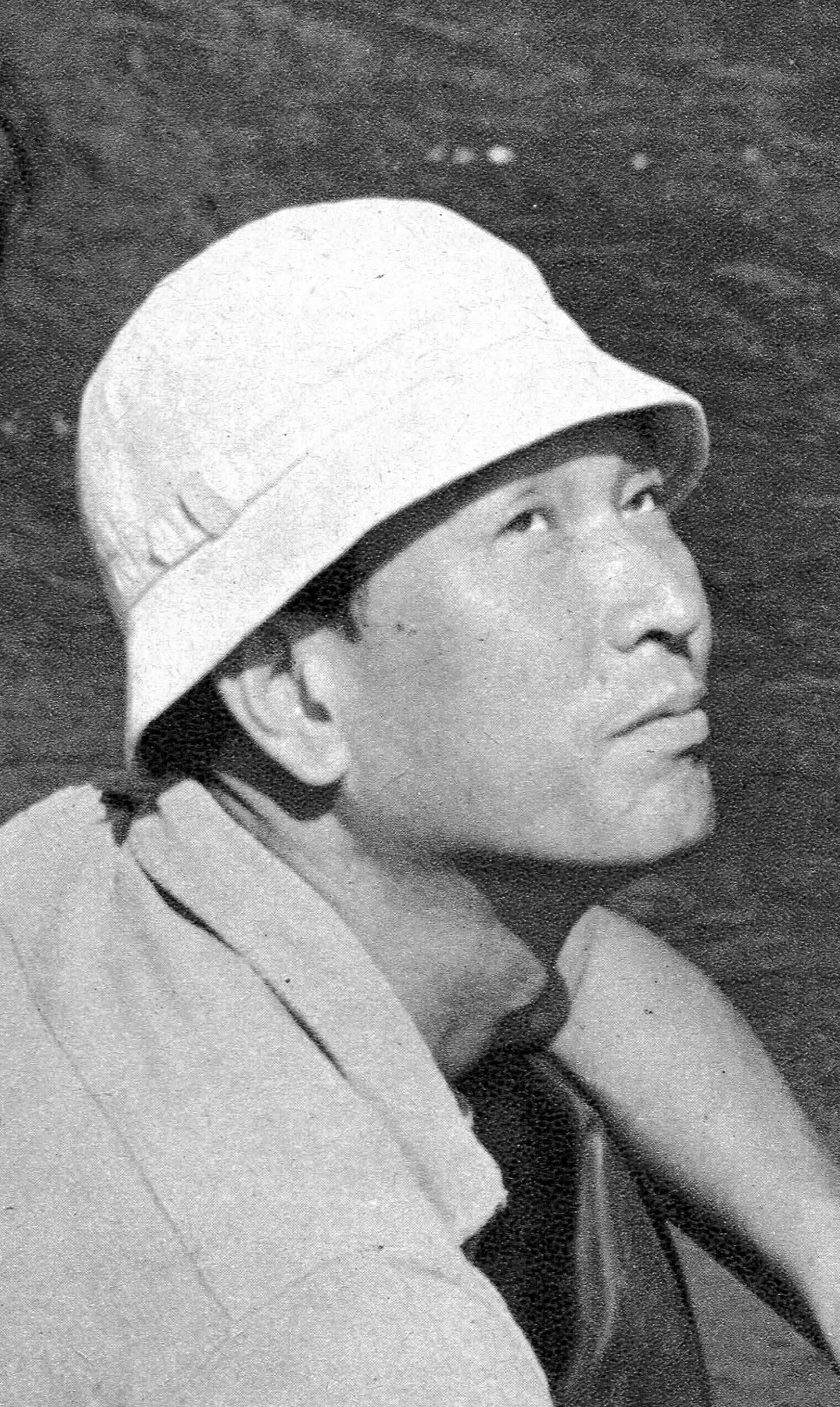
Акира Куросава

В 1946 году режиссёром Акирой Куросавой был выпущен фильм «Без сожалений о нашей юности», в котором рассказывалось о руководителе антивоенного движения, Тадаси Имаи — лента «Враги народа», обличавшая руководителей Японии военных лет, а Кэйсукэ Киноситой — картина «Утро семьи Осонэ» об испытаниях в годы войны либерально настроенной семьи. В 1947 году вышел фильм «Война и мир» Фумио Камэи и Сацуо Ямамото, носивший выраженный антимилитаристский характер. Суровая реальность послевоенной Японии нашла отражение в таких фильмах 1948 года, как «Дети улья» Хироси Симидзу и «Пьяный ангел» Акиры Куросавы; в 1949 году Ясудзиро Одзу снял картину «Поздняя весна» о мирной жизни японских буржуа.
Преобразования открыли путь на японский экран ранее цензурировавшихся любовных сцен и сцен с поцелуями. Руководство штаба не стало поддерживать это табу и не стало препятствовать потоку американских фильмов, наводнивших послевоенную Японию. Благодаря этому в стране появились «фильмы с поцелуями» (接吻映画) и «фильмы с обнажённым телом» (裸映画): благодаря возможности включать в картины любовные сцены японские кинематографисты получили возможность привлечь зрителей и хорошо заработать (например, фильмы 1946 года «Ученица и учитель» и «Ночной поцелуй»).
В кинематографе наиболее сильно из всех видов искусства проявилась политика «обратного курса». В 1948 году было уволено 270 сотрудников кинокомпании «Тохо», выпускавшей фильмы с осуждением бюрократии и героизацией коммунистов революционеров. После забастовки, объявленной в «Тохо» и продолжавшейся 195 дней были уволены ещё 100 человек — профсоюзных активистов и коммунистов.

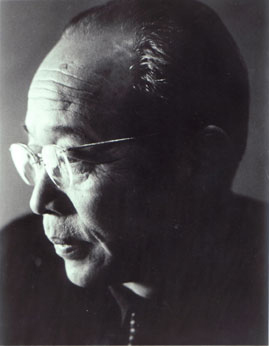
Кэндзи Мидзогути

Оставшиеся без работы создали собственные объединения, организовали сбор средств и наладили внестудийный выпуск продукции, таким образом положив начало независимому японскому кинематографу. Крупные же кинокомпании всё больше уделяли внимание выпуску антикоммунистических и милитаристских фильмов. Впоследствии период с 1948 по 1953 год оказался запечатлён в фильме «Японская трагедия» (1958) Кэйсукэ Киноситы, в которой рассказывается история бедной женщины, не интересующейся политикой и не понимающей значения послевоенных событий.
Народная поддержка сделала возможным выпуск новых фильмов; существуя за счёт помощи зрителей, независимому кино удалось создать свою прокатную сеть. В 1951 году вышла картина «И всё-таки мы живём!», рассказывающая о жизни японских рабочих, режиссёра Тадаси Имаи, работавшего в документально-реалистическом стиле. В послевоенную эпоху Имаи стал всё больше внимания уделять гуманистическим вопросам, предпочитая их развлекательной стороне кино, и исследовал причины несчастий в жизни добрых людей. Так, в его фильме 1952 года «Школа эхо» рассказана история молодого учителя, который вместе со своими учениками, продолжает занятия в своей деревушке, несмотря на бедность.
В 1952 году выходит фильм «Дети атомной бомбы» в стиле документального кино по сценарию Канэто Синдо, потерявшем в день бомбардировки Хиросимы свою семью. В послевоенное время продолжал активно работать классик японского кинематографа Кэндзи Мидзогути: его фильм «Женщина Сайкаку» о дочери придворного получил награду на Венецианском кинофестивале 1952 года. В том же году премию «Оскар» как лучший фильм на иностранном языке получила лента «Расёмон» (1950) Акиры Куросавы, затрагивающая тему сексуальных отношений и психологии.

## Критика
В день окончания оккупации Японии газета «Асахи Симбун» опубликовала весьма критическое эссе об оккупации, назвав её «почти сродни колониализму» и заявив, что она сделала японское население «безответственным, подобострастным и безразличным... неспособным воспринимать проблемы прямолинейно, что привело к искажению перспектив».